# Rue de la Dhuis
La rue de la Dhuis est une voie du 20e arrondissement de Paris, en France.

## Situation et accès
La rue de la Dhuis est une voie publique située dans le 20e arrondissement de Paris. Elle débute au 5, rue de l'Adjudant-Réau et se termine au 34, rue du Surmelin.

## Origine du nom

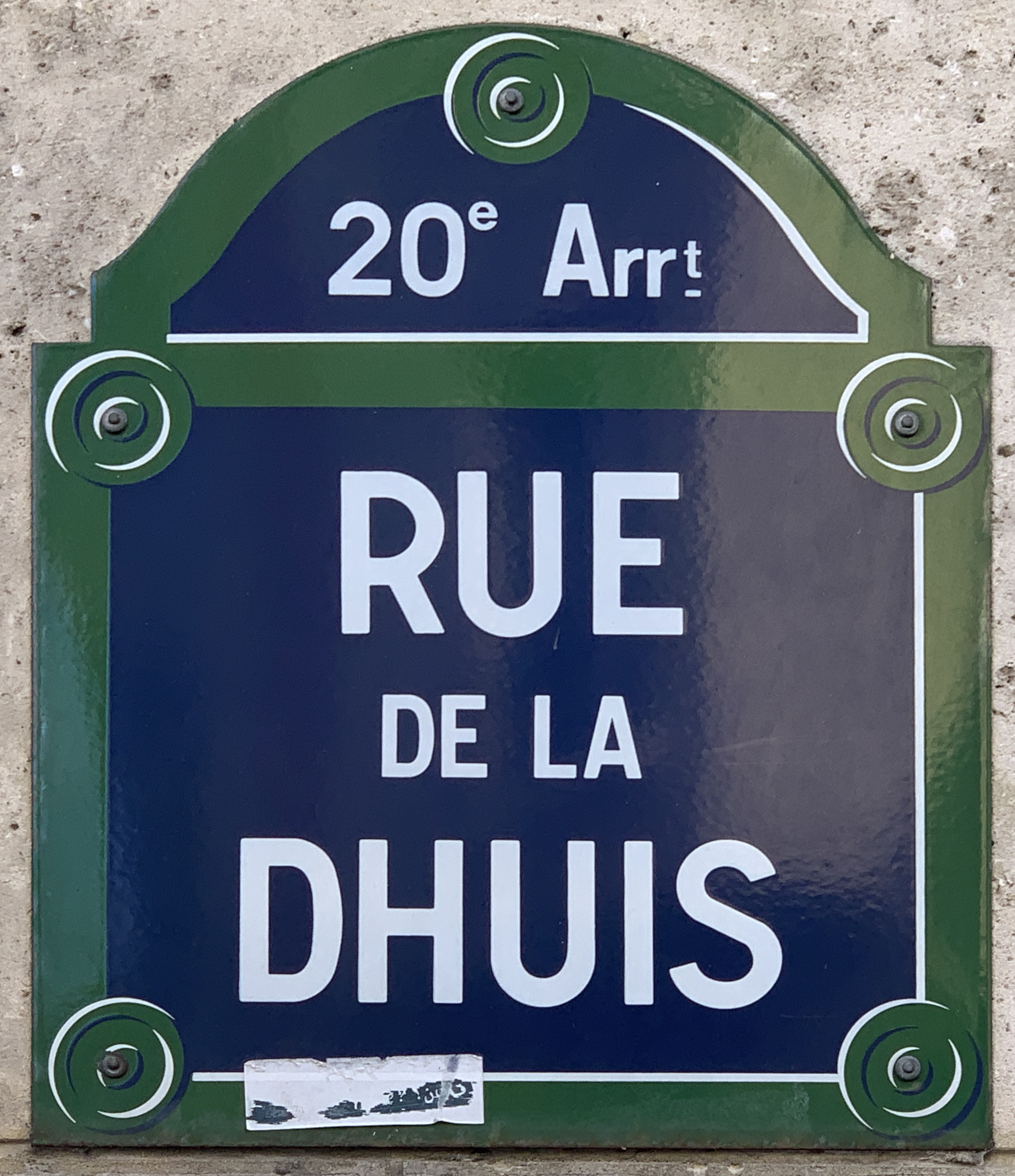
Plaque de la rue.

Sa dénomination est due à son voisinage des réservoirs de la Dhuis.

## Historique
Cette voie est un ancien sentier rural, indiqué sur le plan cadastral de 1812 de Charonne et qui a porté le nom de « sentier des Hauts-Montibœufs », puis de « sentier des Bua ».
Elle prend son nom actuel par arrêté du 11 mai 1904.